# 福岡県警察学校
福岡県警察学校（ふくおかけんけいさつがっこう）は、福岡県が福岡県警察職員の教育・訓練を行うために設置した機関。学校長は警視正または警視が任命される。
2023年4月に老朽化のため移転新築を検討していることが日刊建設工業新聞により報じられている。

## 沿革
- 1886年（明治19年）12月 - 福岡市天神の旧県庁敷地内に福岡県巡査教習所設置
- 1917年（大正6年）12月 - 福岡市薬院堀端に移転。
- 1926年（大正15年）4月 - 福岡県警察練習所と改称
- 1948年（昭和23年）4月 - 福岡県警察学校と改称
- 1957年（昭和32年）11月 - 福岡市千早に移転。
- 1965年（昭和40年）1月 - 現在地に移転。
- 2025年（令和7年）　4月 - 福津市西福間の旧消防学校跡地への移転方針と2032年(令和14年)の使用開始を目指す事を発表。

## 授業内容
- 法学・警察実務
- 実習
- 術科
- 科外活動

## 所在地
福岡市中央区平和5丁目14番1号